# Wereldbeker schaatsen 2015/2016
De Wereldbeker schaatsen 2015/2016 (officieel: ISU World Cup Speed Skating 2015/16) is een internationale schaatscompetitie verspreid over het gehele schaatsseizoen 2015-2016. De wereldbeker schaatsen wordt georganiseerd door de Internationale Schaatsunie (ISU).
Er waren dit seizoen zes wereldbekerweekenden, één minder dan in het voorgaande jaar, maar wel met telkens korte én lange afstanden. De eerste wedstrijd was van 13 t/m 15 november 2015 in Calgary en de finale was op 11, 12 en 13 maart 2016 in Heerenveen. Voor het eerste jaar was de teamsprint een officieel onderdeel. Ook werden er punten uitgedeeld voor het allround- en sprintklassement in Stavanger die gebruikt werden als kwalificatietoernooi voor de wereldkampioenschappen schaatsen allround 2016 en de wereldkampioenschappen schaatsen sprint 2016.
Na de WK sprint werd bekend dat veelwinnaar Pavel Koelizjnikov tijdens de WK afstanden positief testte op meldonium. Doordat de ISU niet kon bewijzen dat de meldonium genomen was in de periode dat het reeds verboden was, bleef dit zonder gevolgen.

## Kalender
| Plaats         | Datum               | 500m | 1000m | 1500m | 3k/5k | 5k/10k | Massastart | Allround | Sprint | Teamsprint | Achtervolging | Details           |
| -------------- | ------------------- | ---- | ----- | ----- | ----- | ------ | ---------- | -------- | ------ | ---------- | ------------- | ----------------- |
| Calgary        | 13–15 november 2015 | 2x   | 1x    | 1x    | 1x    |        | 1x         |          |        | 1x         | 1x            | Wereldbeker 1     |
| Salt Lake City | 20–22 november 2015 | 2x   | 1x    | 1x    |       | 1x     | 1x         |          |        | 1x         |               | Wereldbeker 2     |
| Inzell         | 4–6 december 2015   | 2x   | 1x    | 1x    | 1x    |        | 1x         |          |        |            | 1x            | Wereldbeker 3     |
| Heerenveen     | 11–13 december 2015 | 2x   | 1x    | 1x    | 1x    |        | 1x         |          |        | 1x         | 1x            | Wereldbeker 4     |
| Stavanger      | 29–31 januari 2016  | 2x   | 2x    | 1x    | 1x    |        |            | 1x       | 1x     |            |               | Wereldbeker 5     |
| Heerenveen     | 11–13 maart 2016    | 2x   | 1x    | 1x    | 1x    |        | 1x         |          |        | 1x         | 1x            | Wereldbekerfinale |
| Totaal         | Totaal              | 12x  | 7x    | 6x    | 5x    | 1x     | 5x         | 1x       | 1x     | 4x         | 4x            |                   |

## Eindpodia

### Mannen
| Afstand         | 1e                 | 2e                    | 3e                    |
| --------------- | ------------------ | --------------------- | --------------------- |
| 500 m           | Pavel Koelizjnikov | Roeslan Moerasjov     | Gilmore Junio         |
| 1000 m          | Kjeld Nuis         | Pavel Koelizjnikov    | Gerben Jorritsma      |
| 1500 m          | Denis Joeskov      | Kjeld Nuis            | Joey Mantia           |
| 5&10 km         | Sven Kramer        | Jorrit Bergsma        | Sverre Lunde Pedersen |
| Massastart      | Arjan Stroetinga   | Bart Swings           | Fabio Francolini      |
| Sprint          | Pavel Koelizjnikov | Kai Verbij            | Kjeld Nuis            |
| Allround        | Bart Swings        | Sverre Lunde Pedersen | Håvard Bøkko          |
| Teamsprint      | Nederland          | Rusland               | Canada                |
| Achtervolging   | Nederland          | Noorwegen             | Polen                 |
|                 |                    |                       |                       |
| Grand World Cup | Kjeld Nuis         | Bart Swings           | Pavel Koelizjnikov    |

### Vrouwen
| Afstand         | 1e                         | 2e                         | 3e                |
| --------------- | -------------------------- | -------------------------- | ----------------- |
| 500 m           | Heather Richardson-Bergsma | Zhang Hong                 | Brittany Bowe     |
| 1000 m          | Brittany Bowe              | Heather Richardson-Bergsma | Marrit Leenstra   |
| 1500 m          | Brittany Bowe              | Heather Richardson-Bergsma | Marrit Leenstra   |
| 3&5 km          | Martina Sáblíková          | Natalja Voronina           | Irene Schouten    |
| Massastart      | Irene Schouten             | Ivanie Blondin             | Misaki Oshigiri   |
| Sprint          | Jorien ter Mors            | Brittany Bowe              | Vanessa Bittner   |
| Allround        | Martina Sáblíková          | Ireen Wüst                 | Linda de Vries    |
| Teamsprint      | China                      | Nederland                  | Japan             |
| Achtervolging   | Japan                      | Nederland                  | Rusland           |
|                 |                            |                            |                   |
| Grand World Cup | Brittany Bowe              | Heather Richardson-Bergsma | Martina Sáblíková |

## Limiettijden
Om te mogen starten in de wereldbeker schaatsen 2015/2016 moesten de schaatsers na 1 juli 2014 aan de volgende limiettijden hebben voldaan. Voor deelname aan de ploegenachtervolging of massastart volstond het rijden van een van deze limiettijden (om het even welke). Om tegemoet te komen aan de bezwaren van de kleine schaatslanden voor wie de reis naar Salt Lake City of Calgary (de twee snelste banen in de wereld) vaak een zware grote financiële last is, was er sinds enige jaren een aparte (minder strenge) limiet opgenomen voor overige schaatsbanen. De limieten waren gelijk aan het voorgaande jaar.
| Geslacht | 500m  | 1000m   | 1500m   | 3000m   | 5000m                            | 10.000m                            |
| -------- | ----- | ------- | ------- | ------- | -------------------------------- | ---------------------------------- |
| Mannen   | 36,20 | 1.11,90 | 1.51,00 | —       | 6.48,00                          | 13.40,00 (10 km) of 6.35,00 (5 km) |
| Vrouwen  | 40,00 | 1.20,00 | 2.03,00 | 4.24,00 | 7.25,00 (5 km) of 4.15,00 (3 km) | —                                  |

| Geslacht | 500m  | 1000m   | 1500m   | 3000m   | 5000m                            | 10.000m                            |
| -------- | ----- | ------- | ------- | ------- | -------------------------------- | ---------------------------------- |
| Mannen   | 36,60 | 1.12,80 | 1.52,50 | —       | 6.52,00                          | 13.50,00 (10 km) of 6.40,00 (5 km) |
| Vrouwen  | 40,50 | 1.21,00 | 2.05,00 | 4.28,00 | 7.32,00 (5 km) of 4.20,00 (3 km) | —                                  |

Voor de ploegenachtervolging en massastart mocht één schaatser worden ingeschreven die niet aan een van bovenstaande kwalificatietijden had voldaan, voor deze schaatsers geldt een versoepelde limiet van 1.57,50 (mannen) of 2.10,00 (vrouwen) op de 1500 meter.